# 于巧华
于巧华（？—），女，汉族，中华人民共和国政治人物，中国人民解放军大校。现任国防大学军队建设与军队政治工作教研部教授。第十四届全国政协委员。